# الکساندر کنستر
الکساندر کنستر (زاده ۱۹ فوریه ۱۹۵۹) یک تاجر بریتانیایی است. او که یک میلیاردر و بنیانگذار شرکت مدیریت سرمایه پامپلونا است.

## زندگی‌نامه
کنستر در سال ۱۹۵۹ در مسکو در یک خانواده یهودی به دنیا آمد. پدرش، مارک کنستر، که دارای چندین حق ثبت اختراع مربوط به پوشش‌های فلزی، باتری‌ها و سلول‌های خورشیدی بود و در تعدادی از موسسات علمی معتبر از جمله دانشگاه کالیفرنیای جنوبی کار می‌کرد. مادرش، تاتیانا کنستر، یک مهندس عمران است که در مؤسسه فناوری پنسیلوانیا تدریس می‌کرد.
کنستر در سن ۱۶ سالگی به همراه خانواده اش به آمریکا مهاجرت کرد. او در رشته مهندسی برق و ریاضیات از دانشگاه کارنگی ملون فارغ‌التحصیل شد. در سال ۱۹۸۰، او به عنوان مهندس برای شلمبرگر مشغول به کار بر روی سکوهای نفتی آنها در خلیج مکزیک شد.
پس از فارغ‌التحصیلی در سال ۱۹۸۵ با مدرک MBA از مدرسه بازرگانی هاروارد و کار در چندین بانک سرمایه‌گذاری، در سال ۱۹۹۵ به روسیه بازگشت تا به عنوان مدیر عامل شعبه روسیه Credit Suisse First Boston مشغول به کار شود. او همچنین مدرک دکترای اقتصاد را از آکادمی علوم روسیه گرفت. در سال ۱۹۹۸، او از CSFB استعفا داد و پیشنهاد میخائیل فریدمن را برای سمت مدیر عاملی در بانک آلفا پذیرفت. او بسیار موفق بود. کنستر در سال ۲۰۰۴ مدیریت سرمایه پامپلونا را تأسیس کرد که گروه آلفا بخشی از سود خود را در آن سرمایه‌گذاری می‌کرد. او نام پامپلونا را پس از جشنواره پامپلونا سن فرمین که پس از فارغ‌التحصیلی از مدرسه بازرگانی هاروارد در آن شرکت کرد، انتخاب کرد. سرمایه‌گذاران او از آن زمان فراتر از آلفا رشد کرده‌است. از سال ۲۰۲۱، پامپلونا ۱۵ میلیارد دلار دارایی را مدیریت کرد. کنستر همچنین به عنوان عضو اجرایی مدرسه بازرگانی لندن و عضو هیئت علمی گروه استراتژی و کارآفرینی فعالیت می‌کند.
در ژانویه ۲۰۲۱، او ۷۵ درصد از سهام باشگاه فوتبال پیزا ایتالیا را به دست آورد.

## فعالیتهای بشردوستانه
کنستر یک بشردوست است که کمک‌های قابل توجهی به موسسات آکادمیک مختلف، از جمله دانشگاه کارنگی ملون و مدرسه بازرگانی هاروارد داشته‌است. در سال ۱۹۹۳، کنستر صندوق بورسیه الکساندر ام. کنستر را برای دانشجویان مقطع کارشناسی در گروه مهندسی برق و کامپیوتر در دانشگاه کارنگی ملون تأسیس کرد. در سال ۲۰۱۱، کنستر با مشارکت با بروس مک‌ویلیامز، فارغ‌التحصیل دیگر، به ایجاد بورسیه‌های تحصیلی Knaster-McWilliams کمک کرد، که امکان دسترسی بیشتر به اعضای هیئت علمی و فرصت‌های تحقیقات اولیه را علاوه بر کمک هزینه تحصیلی فراهم می‌کند. استادی الکساندر ام. کنستر در علوم ریاضی به افتخار او نامگذاری شده‌است. او همچنین یکی از اعضای هیئت امنای دانشگاه نیویورک است.
کنستر به همراه استن پولوتس و سه الیگارشی یهودی روسی، میخائیل فریدمن، پیوتر آون و گرمان خان، گروه بشردوستی پیدایش را تأسیس کردند که هدف آن توسعه و تقویت هویت یهودی در میان یهودیان روسی زبان در سراسر جهان است. کنستر بعداً به عنوان رئیس هیئت مدیره گروه بشردوستی جنسیس خدمت کرد.
کنستر همچنین سخاوتمندانه از مؤسسه سرطان دانا فاربر و بنیاد هورمون کودکان جدید دکتر ماریا حمایت کرده‌است که از تحقیقات، آموزش پزشک و هزینه مراقبت از کودکان مبتلا به اختلالات هورمونی ژنتیکی حمایت می‌کند.
در سال ۲۰۱۴ کنستر بنیاد مارک برای تحقیقات سرطان را تأسیس کرد . او بخش عمده ای از دارایی‌های خود را به آن منتقل کرده‌است و قصد دارد آن را توسعه دهد تا به یک اهدا کننده جهانی پیشرو برای تحقیقات سرطان در مراحل اولیه تبدیل شود.

## زندگی شخصی
کنستر با ایرینا کنستر ازدواج کرده‌است. آنها چهار فرزند دارند. او در شهر نیویورک، نیویورک زندگی می‌کند.